# Meckbach (Ludwigsau)
Meckbach ist ein Ortsteil der Gemeinde Ludwigsau im Nordosten Hessens im Landkreis Hersfeld-Rotenburg im östlichen Teil des Knülls. Der Ort liegt am Rande des Seulingswaldes im Fuldatal am Meckbach, der dem Ort den Namen gab. Durch den Ort verläuft die Landesstraße 3254.

## Geschichte
Archäologische Ausgrabungen zeigen, dass der Bereich schon in der Jungsteinzeit besiedelt gewesen ist. Die älteste bekannte schriftliche Erwähnung erfolgte jedoch erst im Jahr 1233.
Meckbach gehörte mit den zugehörigen Dörfern Breitenbach, Lüdersdorf und Mecklar vom 16. Jahrhundert bis 1821 zum Gerichtsstuhl Breitenbach. Oberhalb des Ortes liegt die Wüstung Ulenrode.
Zum 1. August 1972 wurde die bis dahin selbständige Gemeinde Meckbach im Zuge der Gebietsreform in Hessen kraft Landesgesetz in die Gemeinde Ludwigsau eingegliedert. Für alle ehemals eigenständigen Gemeinden von Ludwigsau wurde je ein Ortsbezirk mit Ortsbeirat und Ortsvorsteher nach der Hessischen Gemeindeordnung gebildet.
Im Jahre 1991 siegte der Ort im Wettbewerb: „Unser Dorf soll schöner werden“. Jährlich findet in Meckbach eine Motocross-Veranstaltung statt.

## Bevölkerung
Einwohnerstruktur 2011
Nach den Erhebungen des Zensus 2011 lebten am Stichtag dem 9. Mai 2011 in Meckbach 609 Einwohner. Darunter waren 3 (0,5 %) Ausländer. Nach dem Lebensalter waren 93 Einwohner unter 18 Jahren, 237 zwischen 18 und 49, 129 zwischen 50 und 93 und 150 Einwohner waren älter. Die Einwohner lebten in 249 Haushalten. Davon waren 57 Singlehaushalte, 72 Paare ohne Kinder und 102 Paare mit Kindern, sowie 18 Alleinerziehende und keine Wohngemeinschaften. In 51 Haushalten lebten ausschließlich Senioren und in 147 Haushaltungen lebten keine Senioren.
Einwohnerentwicklung
| Meckbach: Einwohnerzahlen von 1834 bis 2011 | Meckbach: Einwohnerzahlen von 1834 bis 2011 | Meckbach: Einwohnerzahlen von 1834 bis 2011 | Meckbach: Einwohnerzahlen von 1834 bis 2011 | Meckbach: Einwohnerzahlen von 1834 bis 2011 |
| --- | ------------------------------------------- | ------------------------------------------- | ------------------------------------------- | ------------------------------------------- |
| Jahr |                                             |                                             |                                             | Einwohner                                   |
| 1834 | 1834                                        |                                             | 589                                         | 589                                         |
| 1840 | 1840                                        |                                             | 580                                         | 580                                         |
| 1846 | 1846                                        |                                             | 650                                         | 650                                         |
| 1852 | 1852                                        |                                             | 632                                         | 632                                         |
| 1858 | 1858                                        |                                             | 589                                         | 589                                         |
| 1864 | 1864                                        |                                             | 573                                         | 573                                         |
| 1871 | 1871                                        |                                             | 543                                         | 543                                         |
| 1875 | 1875                                        |                                             | 551                                         | 551                                         |
| 1885 | 1885                                        |                                             | 558                                         | 558                                         |
| 1895 | 1895                                        |                                             | 547                                         | 547                                         |
| 1905 | 1905                                        |                                             | 562                                         | 562                                         |
| 1910 | 1910                                        |                                             | 586                                         | 586                                         |
| 1925 | 1925                                        |                                             | 624                                         | 624                                         |
| 1939 | 1939                                        |                                             | 599                                         | 599                                         |
| 1946 | 1946                                        |                                             | 739                                         | 739                                         |
| 1950 | 1950                                        |                                             | 791                                         | 791                                         |
| 1956 | 1956                                        |                                             | 726                                         | 726                                         |
| 1961 | 1961                                        |                                             | 766                                         | 766                                         |
| 1967 | 1967                                        |                                             | 799                                         | 799                                         |
| 1970 | 1970                                        |                                             | 746                                         | 746                                         |
| 1980 | 1980                                        |                                             | ?                                           | ?                                           |
| 1990 | 1990                                        |                                             | ?                                           | ?                                           |
| 2000 | 2000                                        |                                             | ?                                           | ?                                           |
| 2011 | 2011                                        |                                             | 609                                         | 609                                         |
| Datenquelle: Historisches Gemeindeverzeichnis für Hessen: Die Bevölkerung der Gemeinden 1834 bis 1967. Wiesbaden: Hessisches Statistisches Landesamt, 1968. Weitere Quellen: LAGIS; Zensus 2011 |                                             |                                             |                                             |                                             |

Historische Religionszugehörigkeit
| • 1885: | 558 evangelische (= 100 %) Einwohner                              |
| • 1961: | 745 evangelische (= 97,26 %), 21 katholische (= 2,74 %) Einwohner |

## Politik
Für Meckbach besteht ein Ortsbezirk (Gebiete der ehemaligen Gemeinde Meckbach) mit Ortsbeirat und Ortsvorsteher nach der Hessischen Gemeindeordnung.
Der Ortsbeirat besteht aus sieben Mitgliedern. Seit den Kommunalwahlen in Hessen 2021 ist der Ortsvorsteher Mathias Fey.

## Infrastruktur
Im Ort gibt es ein Dorfgemeinschaftshaus. Den öffentlichen Personennahverkehr stellt die ÜWAG Bus GmbH mit der Linie 320 sicher.